# Nino Taranto
Nino Taranto (né le 28 août 1907 à Naples et mort le 23 février 1986 dans cette même ville) est un acteur italien de théâtre de variétés, de cinéma et de télévision, ainsi qu'un animateur de télévision, un réalisateur, scénariste et humoriste.

## Biographie
Nino Taranto est un acteur napolitain très connu à Naples pour avoir joué aux côtés de Totò dans le film Totò l'Embrouille.

## Filmographie partielle

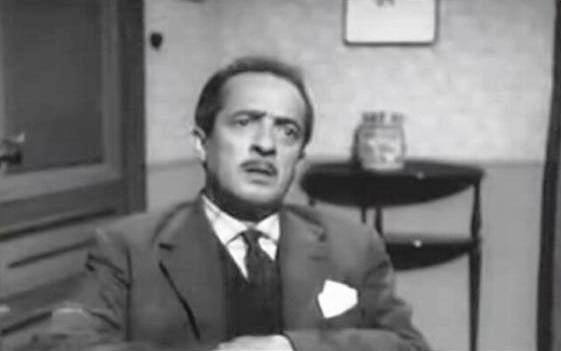
Nino Taranto dans Arrivano i dollari! (1957).

- 1938 : Nonna Felicita de Mario Mattoli
- 1938 : L'ha fatto una signora de Mario Mattoli
- 1939 : Eravamo sette vedove de Mario Mattoli
- 1948 : Harem nazi (Accidenti alla guerra!...) de Giorgio Simonelli : Michele Coniglio
- 1950 : La Ceinture de chasteté (La cintura di castità) de Camillo Mastrocinque
- 1950 : Je suis de la revue (Botta e riposta) de Mario Soldati
- 1952 : L'accordeur est arrivé (È arrivato l'accordatore) de Duilio Coletti
- 1954 : Café chantant de Camillo Mastrocinque
- 1955 : Carrousel des variétés (Carosello del varietà) d'Aldo Bonaldi et Aldo Quinti
- 1957 : Maris en liberté (Mariti in città) de Luigi Comencini
- 1957 : Arrivano i dollari! de Mario Costa
- 1959 : Les Croûlants terribles (Prepotenti più di prima) de Mario Mattoli
- 1960 : Caravan Petrol de Mario Amendola
- 1961 : Parlez moi d'amour (Che femmina... e che dollari!) de Giorgio Simonelli
- 1961 : Totò l'Embrouille (Totòtruffa 62) de Camillo Mastrocinque
- 1961 : Pesci d'oro e bikini d'argento de Carlo Veo
- 1962 : Les Deux Colonels (I due colonnelli) de Steno
- 1962 : L'Amnésique de Collegno (Lo smemorato di Collegno) de Sergio Corbucci
- 1962 : Le Religieux de Monza (Il monaco di Monza) de Sergio Corbucci
- 1963 : Le Quatrième Mousquetaire (I quattro moschettieri) de Carlo Ludovico Bragaglia
- 1966 : Rita la zanzara de Lina Wertmüller
- 1967 : Nel sole d'Aldo Grimaldi
- 1970 : Nini Tirebouchon (Ninì Tirabusciò, la donna che inventò la mossa) de Marcello Fondato